# コンポンスプー州
コンポンスプー州（コンポンスプーしゅう）はカンボジアの州の一つ。カンボジア南部にあり、州都はコンポンスプー。同州は8郡で構成されている。
- 0501 Basedth 郡
- 0502 Chbar Mon 郡
- 0503 Kong Pisei 郡
- 0504 Aoral 郡
- 0505 Odongk 郡
- 0506 Phnum Sruoch 郡
- 0507 Samraong Tong 郡
- 0508 Thpong 郡